# Сребрна-Ґура (Великопольське воєводство)
Сребрна-Ґура (пол. Srebrna Góra) — село в Польщі, у гміні Вапно Вонґровецького повіту Великопольського воєводства.
Населення — 312 осіб (2011).
У 1975-1998 роках село належало до Пільського воєводства.

## Демографія
Демографічна структура станом на 31 березня 2011 року:
|          | Загалом | Допрацездатний вік | Працездатний вік | Постпрацездатний вік |
| -------- | ------- | ------------------ | ---------------- | -------------------- |
| Чоловіки | 154     | 29                 | 101              | 24                   |
| Жінки    | 158     | 27                 | 77               | 54                   |
| Разом    | 312     | 56                 | 178              | 78                   |